# هوشي
هوشي مدينة تابعة لمقاطعة فاسلوي في رومانيا.

## السكان
بلغ عدد سكان المدينة 33,320 نسمة حسب إحصائيات عام 2002.

## توأمة
لهوشي اتفاقيات توأمة مع كل من:
- Sîngera [الإنجليزية]‏
- أوديسا

## أعلام
- جوزيف مينر
- أليكسندرو جيوغارو
- إلينا ميسنر